# Federico Muñoz
Federico Muñoz Fernández, nacido el 7 de mayo de 1963, es un ciclista colombiano ya retirado que fue profesional de 1986 a 2002. 

## Palmarés
| 1993 - Campeonato de Colombia en Ruta 1994 - 1 etapa de la Vuelta al Algarve 1999 - 1 etapa de la Vuelta a Colombia 2001 - 1 etapa de la Vuelta a Colombia - 1 etapa de la Vuelta al Táchira | 2002 - Vuelta a Venezuela, más 1 etapa 2003 - 1 etapa de la Vuelta al Táchira - 1 etapa de la Vuelta a Costa Rica - 1 etapa de la Vuelta a Venezuela 2004 - Vuelta a Venezuela, más 1 etapa |

## Resultados en las grandes vueltas
| Carrera         | 1986 | 1987 | 1988 | 1989 | 1990 | 1991 | 1992 | 1993 | 1994 | 1995 | 1996 | 1997 | 1998 | 1999 | 2000 | 2001 | 2002 |
| --------------- | ---- | ---- | ---- | ---- | ---- | ---- | ---- | ---- | ---- | ---- | ---- | ---- | ---- | ---- | ---- | ---- | ---- |
| Giro de Italia  | -    | -    | -    | -    | -    | -    | -    | 38.º | 33.º | Ab.  | -    | -    | -    | -    | -    | -    | -    |
| Tour de Francia | -    | -    | -    | -    | -    | -    | -    | -    | 23.º | 24.º | 89.º | -    | -    | -    | -    | -    | -    |
| Vuelta a España | -    | -    | -    | -    | -    | -    | -    | -    | -    | -    | -    | 39.º | 44.º | -    | -    | -    | -    |
| Mundial en Ruta | -    | -    | -    | -    | -    | -    | -    | -    | -    | -    | -    | -    | -    | -    | -    | -    | -    |

-: no participa